# Jaroměr Imiš

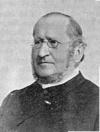
Jaroměr Hendrich Imiš (1819–1897)

Jaroměr Hendrich Imiš, ook Friedrich Heinrich Imisch (1819 – 1897) was een Sorbisch Luthers predikant in Göda (Oppersorbisch: Hodźij). Hij was met Jan Arnošt Smoler, Handrij Zejler en Korla Awgust Kocor oprichter van de "Maćica Serbska" in 1847. Imiš verzorgde in 1893 de tiende oplage van de Sorbische bijbel, die met 7000 exemplaren de grootste oplage was sinds de eerste Sorbische Bijbelvertaling in 1548. Hij was stichter van het Sorbische homiletische seminarie. In het revolutiejaar 1848 trad hij naar voren als pleitbezorger van autonomie voor het Sorbische volk. 
- Gemeinsame Normdatei: 141121149
- International Standard Name Identifier: 0000 0000 7800 3093
- Virtual International Authority File: 120364195
- WorldCat: E39PBJk4DkYfB6pGFDVJrGy68C